# Франсуаза Бетанкур-Маєрс
Франсуаза Бетанкур-Маєрс (фр. Françoise Bettencourt Meyers; нар. 10 липня 1953) — французька мільярдерка, після смерті матері Ліліан Беттанкур у вересні 2017 року отримала спадок вартістю 39,5 млрд дол. (серед активів — 33 % акцій компанії L'Oréal). Таким чином у 2017 році вона стала найзаможнішою жінкою планети та зайняла 20-ту сходинку в рейтингу найбагатших людей.

## Біографія
Походила з французької гілки шляхетського роду Бетанкур. Франсуаза народилася 10 липня 1953 року у французькому місті Нейї-сюр-Сен. Вона єдина дитина Андре і Ліліан Бетанкур. Навчалася у католицькій школі. Франсуаза здобула вчений ступінь з міжнародних відносин євреїв і християн та вивчення родоводу грецької міфології. Також вона є автором п'ятитомного біблійного дослідження.
Вона одна із засновників «Фонду Бетанкур-Шуелера». Організація названа на честь її діда Ежена Шуелера, засновника компанії L'Oréal. Щорічно організація вручає грошові винагороди гідним молодим вченим. Річний бюджет цієї організації 250 млн євро — 55 % з них йдуть на наукові дослідження і освітні проекти, 33 % розподіляється в гуманітарну і соціальну сфери, а 12 % отримують галузі культури і мистецтва.
У 2008 році Франсуаза подала заяву в поліцію, після того як її мати передала 1,3 млрд дол. у вигляді різних активів фотографові та коханцеві Франсуа-Марі Баньє. Франсуаза звинуватила Баньє в експлуатації фізичної або психологічної слабкості з метою особистої вигоди. Суд завершився у 2011 році. Ліліан визнали неповносправною через хворобу Альцгеймера. Її опікунами призначили сина та дочку. Її мати померла у вересні 2017 року, коли її статки становили близько 39,5 мільярдів доларів.
Згідно з Bloomberg Billionaires Index станом на січень 2022 року її статок становив 94,9 мільярда доларів. Пізніше, у грудні 2023 року, за даними Forbes, вона стала першою жінкою зі статками в 100 мільярдів доларів США; на той час вона входила до списку Bloomberg Billionaires Index як 12-та найбагатша людина у світі.
Є дальньою спадкоємицею Жана де Бетанкура, завойовника Канарських островів.